# Sous-région de la vallée du Torne
La vallée du Torne (finnois : Torniolaakson seutukunta) est une sous-région de la Laponie en Finlande. 
Au niveau 1 (LAU 1) des unités administratives locales définies par l'Union européenne elle porte le numéro 193.

## Municipalités
La sous-région de Laponie de la vallée du Torne est composé des municipalités suivantes:
| Blason             | Municipalité             |
| ------------------ | ------------------------ |
| Pellon vaakuna     | Pello (municipalité)     |
| Ylitornion vaakuna | Ylitornio (municipalité) |

## Population
Depuis 1980, l'évolution démographique de la sous-région de Laponie de la vallée du Torne est la suivante:
| Année      | 1980   | 1985   | 1990   | 1995   | 2000   | 2005  | 2010  |
| ---------- | ------ | ------ | ------ | ------ | ------ | ----- | ----- |
| population | 12 416 | 12 503 | 11 923 | 11 449 | 10 365 | 9 661 | 8 711 |

## Politique
Les résultats de l'élection présidentielle finlandaise de 2018:
- Sauli Niinistö   47.2%
- Paavo Väyrynen   20.4%
- Matti Vanhanen   11.7%
- Merja Kyllönen   7.7%
- Pekka Haavisto   5.8%
- Laura Huhtasaari   4.5%
- Tuula Haatainen   2.4%
- Nils Torvalds   0.2%